# Daniel Dip
Daniel Alberto Dip (Mar del Plata, Provincia de Buenos Aires, Argentina; 1 de noviembre de 1993) es un futbolista argentino, actualmente milita en el Magallanes de la Primera B de Chile.

## Trayectoria
Surgido de las inferiores de Aldosivi, fue ascendido al primer equipo en el año 2014 en el cual nunca pudo disputar un partido en Primera, ya que juega en el plantel de reserva, se mantiene en el equipo hasta el año 2015. A lo largo de ese periodo solo fue convocado a un partido de la Copa Argentina en el cual Aldosivi le gana 2-1 a Acassuso el día 26 de marzo de 2014.
En el año 2016 es contratado por San Martín de Tucumán  donde debuta profesionalmente y logra tener una buena temporada donde es calificado como el comodín del equipo, dada su polifuncionalidad, posteriormente el equipo logra el título del Torneo Federal A 2016.
A mediados del año 2017 llega a Magallanes, equipo de la Primera B de Chile, siendo esta su primera experiencia futbolística fuera de Argentina.

## Clubes
| Club                  | País      | Año             |
| --------------------- | --------- | --------------- |
| San Martín de Tucumán | Argentina | 2016 - 2017     |
| Magallanes            | Chile     | 2017 - Presente |

## Palmarés

### Campeonatos nacionales
| Título           | Club                  | País      | Año  |
| ---------------- | --------------------- | --------- | ---- |
| Torneo Federal A | San Martín de Tucumán | Argentina | 2016 |